# لالة رومانو
لالة رومانو (بالإيطالية: Lalla Romano) (و. 1906 – 2001 م) هي شاعرة، وكاتِبة، وصحفية، ورسامة من إيطاليا، ومملكة إيطاليا، توفيت في ميلانو، عن عمر يناهز 95 عاماً.

## التعليم
تعلمت في جامعة تورينو
.

## جوائز
حصلت على جوائز منها:
- Charles Veillon prize in the Italian language ‏ (1954)
- جائزة ستريجا

## روابط خارجية
- لالة رومانو على موقع الموسوعة البريطانية (الإنجليزية)